# Have You Ever Really Loved a Woman?
"Have You Ever Really Loved a Woman?" (tạm dịch: Em đã bao giờ thực sự yêu đàn bà?) là một bài hát của nghệ sĩ thu âm người Canada Bryan Adams nằm trong album nhạc phim Don Juan DeMarco và album phòng thu thứ bảy của Adams, 18 til I Die (1996). Nó được phát hành làm đĩa đơn vào ngày 4 tháng 4 năm 1995 bởi A&M Records, và là đĩa đơn đầu tiên trích từ 18 til I Die. Bài hát được viết lời bởi Adams, Michael Kamen và Robert "Mutt" Lange, những người đã tạo nên thành công cho bài hát năm 1992 "(Everything I Do) I Do It for You" từ bộ phim Robin Hood: Prince of Thieves, và được sản xuất bởi Adams và Lange.
Sau khi phát hành, "Have You Ever Really Loved a Woman?" nhận được những phản ứng tích cực từ các nhà phê bình âm nhạc, và gặt hái nhiều giải thưởng và đề cử lớn, bao gồm đề cử giải Quả cầu vàng và Oscar cho Bài hát gốc xuất sắc nhất cũng như hai đề cử giải Grammy ở hạng mục Trình diễn giọng pop nam xuất sắc nhất và Bài hát xuất sắc nhất được sáng tác cho phim điện ảnh, truyền hình hoặc phương tiện truyền thông khác tại lễ trao giải thường niên lần thứ 38. Nó cũng gặt hái những thành công vượt trội về mặt thương mại, đứng đầu các bảng xếp hạng ở Úc, Áo, Canada, Thụy Sĩ và lọt vào top 10 ở tất cả những thị trường nó xuất hiện, bao gồm vươn đến top 5 ở Bỉ, Đan Mạch, Pháp, Đức, Ireland, Hà Lan, Na Uy và Vương quốc Anh. Tại Hoa Kỳ, bài hát đạt vị trí số một trên bảng xếp hạng Billboard Hot 100 trong năm tuần liên tiếp, trở thành đĩa đơn quán quân thứ tư và cũng là cuối cùng của Adams tại Hoa Kỳ.
Video ca nhạc cho "Have You Ever Really Loved a Woman?" được đạo diễn bởi Anton Corbijn, trong đó Adams hóa thân thành hình tượng Don Juan của bộ phim, xen kẽ với những hình ảnh từ Don Juan DeMarco. Bài hát đã xuất hiện trong danh sách trình diễn của tất cả các chuyến lưu diễn của ông kể từ khi phát hành, và xuất hiện trong nhiều album tổng hợp của nam ca sĩ như The Best of Me (1999) và Anthology (2005). Nó cũng được hát lại và sử dụng làm nhạc mẫu bởi nhiều nghệ sĩ khác nhau, bao gồm Andy Williams và Il Divo.

## Danh sách bài hát
Đĩa CD
1. "Have You Ever Really Loved a Woman?" — 4:52
2. "Low Life" — 4:17

## Xếp hạng
| Bảng xếp hạng (1995)                  | Vị trí cao nhất |
| ------------------------------------- | --------------- |
| Úc (ARIA)                             | 1               |
| Áo (Ö3 Austria Top 40)                | 1               |
| Bỉ (Ultratop 50 Flanders)             | 3               |
| Bỉ (Ultratop 50 Wallonia)             | 2               |
| Canada (RPM)                          | 1               |
| Canada Adult Contemporary (RPM)       | 1               |
| Đan Mạch (IFPI)                       | 3               |
| Châu Âu (European Hot 100 Singles)    | 1               |
| Phần Lan (Suomen virallinen lista)    | 7               |
| Pháp (SNEP)                           | 5               |
| Đức (Official German Charts)          | 3               |
| Ireland (IRMA)                        | 3               |
| Ý (FIMI)                              | 10              |
| Hà Lan (Dutch Top 40)                 | 2               |
| Hà Lan (Single Top 100)               | 2               |
| New Zealand (Recorded Music NZ)       | 9               |
| Na Uy (VG-lista)                      | 5               |
| Thụy Điển (Sverigetopplistan)         | 6               |
| Thụy Sĩ (Schweizer Hitparade)         | 1               |
| Anh Quốc (OCC)                        | 4               |
| Hoa Kỳ Billboard Hot 100              | 1               |
| Hoa Kỳ Adult Contemporary (Billboard) | 1               |
| Hoa Kỳ Adult Top 40 (Billboard)       | 21              |
| Hoa Kỳ Pop Songs (Billboard)          | 5               |
| Hoa Kỳ Rhythmic (Billboard)           | 29              |

| Bảng xếp hạng (1995)                 | Vị trí |
| ------------------------------------ | ------ |
| Australia (ARIA)                     | 6      |
| Austria (Ö3 Austria Top 40)          | 6      |
| Belgium (Ultratop 50 Flanders)       | 9      |
| Belgium (Ultratop 50 Wallonia)       | 8      |
| Canada (RPM)                         | 5      |
| Canada Adult Contemporary (RPM)      | 1      |
| Denmark (Tracklisten)                | 3      |
| Europe (European Hot 100 Singles)    | 4      |
| France (SNEP)                        | 13     |
| Germany (Official German Charts)     | 6      |
| Italy (FIMI)                         | 90     |
| Japan (Tokyo Hot 100)                | 32     |
| Netherlands (Dutch Top 40)           | 7      |
| Netherlands (Single Top 100)         | 17     |
| New Zealand (Recorded Music NZ)      | 27     |
| Norway Spring Period (VG-lista)      | 11     |
| Norway Summer Period (VG-lista)      | 15     |
| Sweden (Sverigetopplistan)           | 14     |
| Switzerland (Schweizer Hitparade)    | 1      |
| UK Singles (Official Charts Company) | 70     |
| US Billboard Hot 100                 | 16     |
| US Adult Contemporary (Billboard)    | 6      |

| Bảng xếp hạng (1990–99)     | Vị trí |
| --------------------------- | ------ |
| Austria (Ö3 Austria Top 40) | 16     |
| Netherlands (Dutch Top 40)  | 99     |
| US Billboard Hot 100        | 54     |

## Chứng nhận
| Quốc gia                                  | Chứng nhận | Số đơn vị/doanh số chứng nhận |
| ----------------------------------------- | ---------- | ----------------------------- |
| Úc (ARIA)                                 | Bạch kim   | 70.000^                       |
| Áo (IFPI Áo)                              | Vàng       | 25.000*                       |
| Bỉ (BEA)                                  | Vàng       | 25.000*                       |
| Đức (BVMI)                                | Vàng       | 0^                            |
| Thụy Điển (GLF)                           | Vàng       | 25.000^                       |
| Thụy Sĩ (IFPI)                            | Vàng       | 25.000^                       |
| Anh Quốc (BPI)                            | Bạc        | 200.000^                      |
| Hoa Kỳ (RIAA)                             | —          | 600,000                       |
| ^ Chứng nhận dựa theo doanh số nhập hàng. |            |                               |